# 紅尾假鰓鱂
紅尾假鰓鱂，為輻鰭魚綱鯉齒目鰕鱂亞目鰕鱂科的其中一種，為熱帶淡水魚，被IUCN列為易危保育類動物，分布於非洲坦尚尼亞淡水流域，本魚在頭部與咽喉的較下面的部位上雄性有暗紅色斑點，背鰭與臀鰭有寬的白色至藍色到淺藍色邊緣，尾鰭全紅色的，雌性在頭部,身體與不成對的鰭上有班點，體長可達3.4公分，棲息在臨時的水塘、沼澤底中層水域，生活習性不明。

## 擴展閱讀
維基物種上的相關：紅尾假鰓鱂